# Sävedals härad
Sävedals härad var ett härad i sydvästliga delen av landskapet Västergötland med tingsplats i Landvetter. Dess areal är 257 kvadratkilometer. Tingsstället var ambulerande till 1704 med Landvetter från 1640 och Partille från 1690 till 1704. Från 1704 till 1888 var Landvetter tingsställe för att därefter flytta till Göteborg.

## Namnet
Namnet Sävedal - idag Sävedalen - kan härledas till Säveån som rinner genom nuvarande Partille och östra Göteborg, där namnet kommer av den äldre namnformen sæva och sæver med betydelsen lugn, stilla (jämför; sävlig), med syftning på dess lugna förlopp. De äldsta kända namnformerna är Sæfudalr från första halvan av 1200-talet, Sæwudæl cirka 1280 och Sæwedaal (1496). Häradets invånare kallades för sävedalingar.
Själva namnet Säve finns på flera håll i närområdet, exempelvis Säve, Sävedal, Säveån, Sävenäs, Sävelången.

## Socknar
I Härryda kommun
- Härryda
- Landvetter

I Partille kommun:
- Partille

I Göteborgs kommun:
- Örgryte uppgick 1922 i Göteborgs stad
  - Amiralitetsvarvsförsamlingen. Utbruten ur Örgryte socken år 1700.
  - Mariebergs församling. Utbruten ur Örgryte socken 1786.
    - 1824 sammanslogs dessa två församlingar till Förenade Kustförsamlingen, och som 1828 bytte namn till Karl Johans församling. År 1863 bildades Karl Johans landskommun, vilken uppgick i Göteborgs stad 1868.

## Geografi
Häradets huvudområde var i dalgången runt Säveåns nedre lopp från Jonsered och ner till Göta älv. I häradet ingick även Mölndalsåns nedre lopp och området runt nuvarande Boråsvägen österut från Skår in till Härryda. 
Häradet gränsar i söder till dels Askims härad, dels Fjäre härad i Halland, i väster till Askims härad och Göteborgs stad, i norr till Vättle härad och Bollebygds härader i Västergötland.
Förutom av Älvsborgs Kungsladugård i Örgryte socken (se nedan) bestod sätesgårdarna av Bö herrgård (Örgryte socken), Kärralunds herrgård (Örgryte), Stora Änggården (Örgryte), Sävenäs säteri (Örgryte),Stora Torps säteri (Örgryte),, Lilla Torps herrgård (Örgryte) och Jakobsdals herrgård (Örgryte), Skårs herrgård (Örgryte), Underås herrgård (Örgryte), Fräntorps herrgård (Örgryte), Lundens gård (Örgryte), Partille herrgård (Partille) och Jonsereds säteri (Partille).
Vid häradets tingsställe och kyrkbyn i Landvetters socken Landvetter fanns ett gästgiveri.

## Historia
Gränsen mellan Norge och Danmark gick före mitten av 1200-talet vid Göta älvs mynning. Sverige var dessförinnan helt utestängt från havet i väster. Häradet ingick tillsammans med Askims härad och Östra Hisings härad (omtalat som "Svenska Hisingen") i de så kallade "Utlanden" som övergick till Sverige i mitten av 1200-talet. Politiskt och delvis administrativt sett tillhörde Sävedals härad från mitten av 1200-talet till 1500-talet Västergötlands landskap (Västergötlands lagsaga). När kungamakten stärkte sitt grepp över landet kom det ur fiskal synpunkt att tillhöra Älvsborgs slottslän från 1300-talet, och från 1680 tillhörde häradet det svenska Bohuslän. Under medeltiden styrdes alltså Sävedal efter Västgötalagen och därefter efter Landslagen som kompletterade den från mitten av 1300-talet. Från, som här förmodas, senast kring mitten av 1200-talet hade Sävedal tillsammans med Askim, Vättle, Barne, Ale, Laske, Gäsene, Vedens och Bollebygds härader tillhört Lung bo, uppkallat efter kungsgården Lungh i Long socken i Barne härad. Vad dessa västgötska bon egentligen fyllde för funktion vet vi inte säkert, men att de var föregångare till länen och fyllde en administrativ roll verkar troligt. 
På 1300-talet uppfördes befästningen Älvsborg ute vid Göta älvs mynning, längst i väster i Sävedals härad som alltså sträckte sig längs den södra älvstranden, gränsande mot Askims härad i söder. Till Älvsborg hörde all omgivande mark i häradets allra västligaste del, några hundra hektar mark för slottets försörjning som sköttes av Älvsborgs Kungsladugård. Älvsborg och kungsladugården låg i de flesta avseendena utanför häradets kontroll och styrdes av slottets ägare.
Under början av 1300-talet uppfördes även Gullbergs fästning nära Säveåns utlopp. På slutet av 1400-talet skapades ett nytt samhälle därintill, Nylöse (Nya Lödöse), vilket kom att ersätta Lödöse som svensk handelsstad vid Göta älvs mynning. Allt eftersom samhället växte till av stadskaraktär, kom mer av häradet att höra direkt till staden. Utby och Härlanda socken hörde helt till staden samt delar av Örgryte socken. Häradets inflytande kom framförallt att gälla inlandet från Partille till Härryda eftersom inflytandet över de västra delarna var mindre då de främst hörde till Älvsborg slott och Nylöse stad.
Sävedals härad bestod tidigast av fyra socknar: Örgryte socken i väster, socknen omfattade även Älvsborgs slott; Partille socken längs Säveån med kyrkan vid Säveån; Landvetter socken i inlandet runt Mölndalsåns övre lopp och Härryda socken i sydost.  
Senare bildades ytterligare två socknar inom häradets eget område, Härlanda socken av nordöstra delarna av Örgryte socken och Utby socken av västra delarna av Partille socken. Dessa två lades 1528 under Nya Lödöse och återfick ej karaktären av självständiga socknar. Efter Örgrytes införlivande med Göteborg, utgjordes häradet endast av Härryda, Landvetters och Partille socknar.
Häradet hade under medeltiden i stort sett samma omfattning som i senare tider, dock före 1621 då delar av det successivt införlivades med Göteborg enligt stadens privilegier, "Sävedahls Härad och Fögderi, med alle dess land och tillhörige pertinentier." Totalt omfattades skattehemman, 30 kronohemman och 22 frälsehemman av införlivningen. År 1681 blev donationen av Sävedahls härad av "Reduktions Kommissionen" indragen till Kronan. Men magistraten i Göteborg överklagade hos Karl XI, och den 17 augusti samma år fastslogs att Kungl. maj:t skulle lämna staden "Säfvedahls Härad med dess tillhörigheter under dess egen disposition, och att aldeles obehindrad åtnjuta, frikallandes det således ifrån reduktion och vidare åtal ...".

## Län, fögderier, domsagor, tingslag och tingsrätter
Häradet hör sedan 1998 till Västra Götalands län, innan dess från 1680 till Göteborgs och Bohus län, före 1700 benämnd Bohus län. Kyrkligt tillhör församlingarna Göteborgs stift
Häradets socknar hörde till följande fögderier:
- 1686-1739 Askims, Sävedals och Östra Hisings fögderi
- 1740-1990 Göteborgs fögderi
- 1946-1990 Mölndals fögderi för Landvetters och Härryda socknar

Häradets socknar tillhörde följande domsagor, tingslag och tingsrätter:
- 1681-1887 Sävedals tingslag i
  - 1681-1869 Göteborgs stad och Sävedals härads domsaga
  - 1870-1887 Askim, Västra och Östra Hising samt Sävedals domsaga
- 1888–1954 Askims, Hisings och Sävedals tingslag i Askims, Hisings samt Sävedals domsaga
- 1955-1970 Hisings, Sävedals och Kungälvs tingslag i  Hisings, Sävedals och Kungälvs domsaga för Partille socken
- 1955-1970 Askims och Mölndals tingslag i Askims och Mölndals domsaga för Landvetters och Härryda socknar

- 1971-1973 Sävedals tingsrätt och dess domsaga för Partille socken
- 1971-2009 Mölndals tingsrätt och dess domsaga för socknarna i Mölndals och Härryda kommun samt från 1974 för Partille socken
- 2009- Göteborgs tingsrätt med dess domsaga för hela området samt från 1971 för de delar som uppgått i Göteborgs stad